# Блек Африка
Блек Африка Футбол Клуб або просто Блек Африка (англ. Black Africa Sports Club) — професіональний футбольний клуб з Намібії, який представляє місто Віндгук.

## Історія
Футбольний клуб «Блек Африка» було засновано у 1986 році у столиці Намібії, місті Віндгук. Зараз клуб виступає в Прем'єр-лізі Намібії.

## Досягнення
- Прем'єр-ліга: 10 перемог

1989, 1994, 1995, 1998, 1999, 2011, 2012, 2013, 2014, 2019
- Кубок Намібії Бідвест: 3 перемоги

1990, 1993, 2004

## Виступи клубу під егідою КАФ
| Сезон | Турнір                     | Раунд      | Клуб                          | Вдома | На виїзді | Загальний |
| ----- | -------------------------- | ---------- | ----------------------------- | ----- | --------- | --------- |
| 1991  | Кубок володарів кубків КАФ | 1          | Примейру де Агошту            | 1-2   | 0-7       | 1-9       |
| 1994  | Кубок володарів кубків КАФ | Попередній | ФК «Банту»                    | т.п.1 | т.п.1     | т.п.1     |
| 1996  | Ліга чемпіонів КАФ         | Попередній | Тауншип Роллерз               | 4-0   | 1-2       | 5-2       |
| 1996  | Ліга чемпіонів КАФ         | 1          | Петру Атлетіку                | 1-1   | 0-2       | 1-3       |
| 2000  | Ліга чемпіонів КАФ         | Попередній | Нотвейн                       | 4-2   | 1-1       | 5-3       |
| 2000  | Ліга чемпіонів КАФ         | 1          | Мотема Пембе                  | т.п.1 | т.п.1     | т.п.1     |
| 2014  | Ліга чемпіонів КАФ         | Попередній | Кайзер Чифс (футбольний клуб) | 1-1   | 0-3       | 1-4       |

1- Блек Африка покинув турнір.